# خوسيه دومينغو
خوسيه دومينغو (بالبرتغالية: José Aníbal‏) هو سياسي برازيلي، ولد في 9 أغسطس 1947 في البرازيل. حزبياً، نشط في الحزب الديمقراطي الاجتماعي البرازيلي. انتخب عضو مجلس النواب البرازيلي ‏.